# Aéroport Le Havre Octeville
Luchthaven Le Havre Octeville (Frans: Aéroport Le Havre Octeville) (IATA: LEH, ICAO: LFOH) is een luchthaven iets ten noorden van de Franse stad Le Havre. Het heeft een landings-/startbaan en twee afslagen. De luchthaven heeft geen taxibaan. Ook heeft het één terminal en biedt het ruimte voor maximaal 4 vliegtuigen en 6 privévliegtuigen.